# George Wildman
George Wildman, né le 31 juillet 1927 à Watertown et mort le 22 mai 2016, est un auteur de bande dessinée américain principalement connu pour son travail dans l'industrie du comic book. Il a pris la suite de Bud Sagendorf sur le comic book Popeye de 1969 à 1984, associé au scénariste Joe Gill, et a été le rédacteur principal (executive editor) de Charlton Comics entre 1971 et 1985. Après 1985, il devient illustrateur indépendant tout en gérant avec son fils une agence de publicité.

## Prix
- 1982 : Prix du comic book humoristique de la National Cartoonists Society

### Documentation
- Fred Grandinetti, Popeye: An Illustrated Cultural History, McFarland, 2004, p. 20-21.